# Josefiau

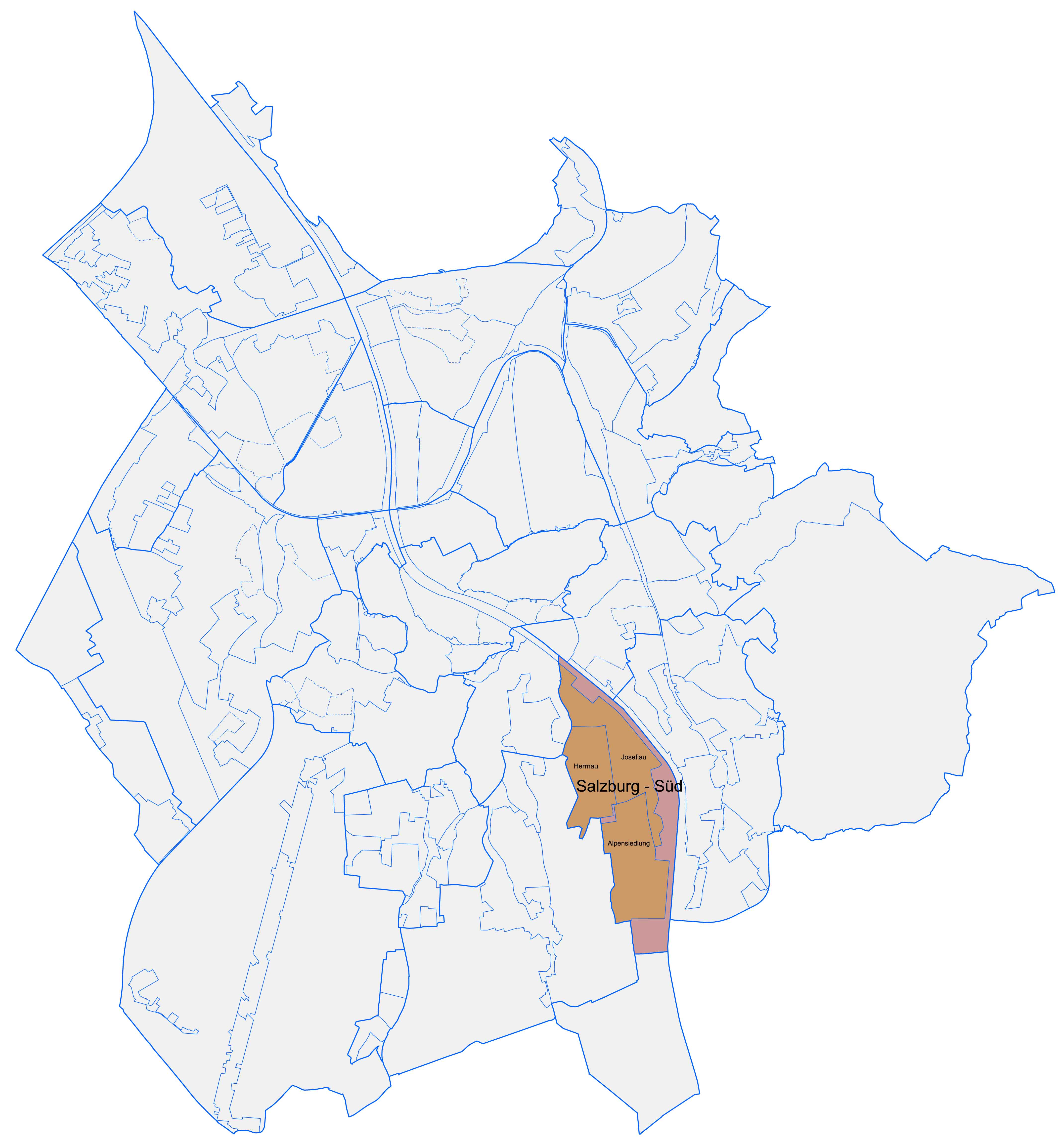
Die Kartenskizze zeigt die Josefiau innerhalb des Stadtteils Salzburg-Süd

Josefiau ist ein Teil des Stadtteils Salzburg-Süd in der Stadt Salzburg. Im Osten wird die Josefiau durch die Salzach begrenzt. Im Nordwesten bildet der Eschenbach und die Hellbrunnerstraße die Grenze gegen Nonntal, südlich der Michael-Pacher-Straße und westlich der Alpenstraße schließt die Herrnau an. Im salzachnahen Teil der Josefiau schließt südlich der Egger-Lienz-Gasse die Alpensiedlung an, nur ein schmaler Siedlungstreifen der Josefiau östlich der Robert-Stolz-Promenade greift weiter nach Süden aus.

## Namensgebung
Seinen Namen hatte der Landschaftsraum von einer Kapelle her, die Abraham Zillner von Zillerberg, der Besitzer des späteren Kasererhofes, 1677 zu Ehren des heiligen Josef erbaute. Zu der erhaltenen Kapelle gehörte – symmetrisch zur Kapelle (mit Türmchen, Kreuz und Glocken) angeordnet – das 1712 in gleicher Größe wie die Kapelle erbaute kleine Wohnhaus (Türmchen mit Wetterfahne). Der Hof, zu dem weite Teile der heute verbauten Au gehörten, wurde in der Folge St.-Josefs-Hof oder Josefihof und später Kasererhof genannt.

## Geschichte

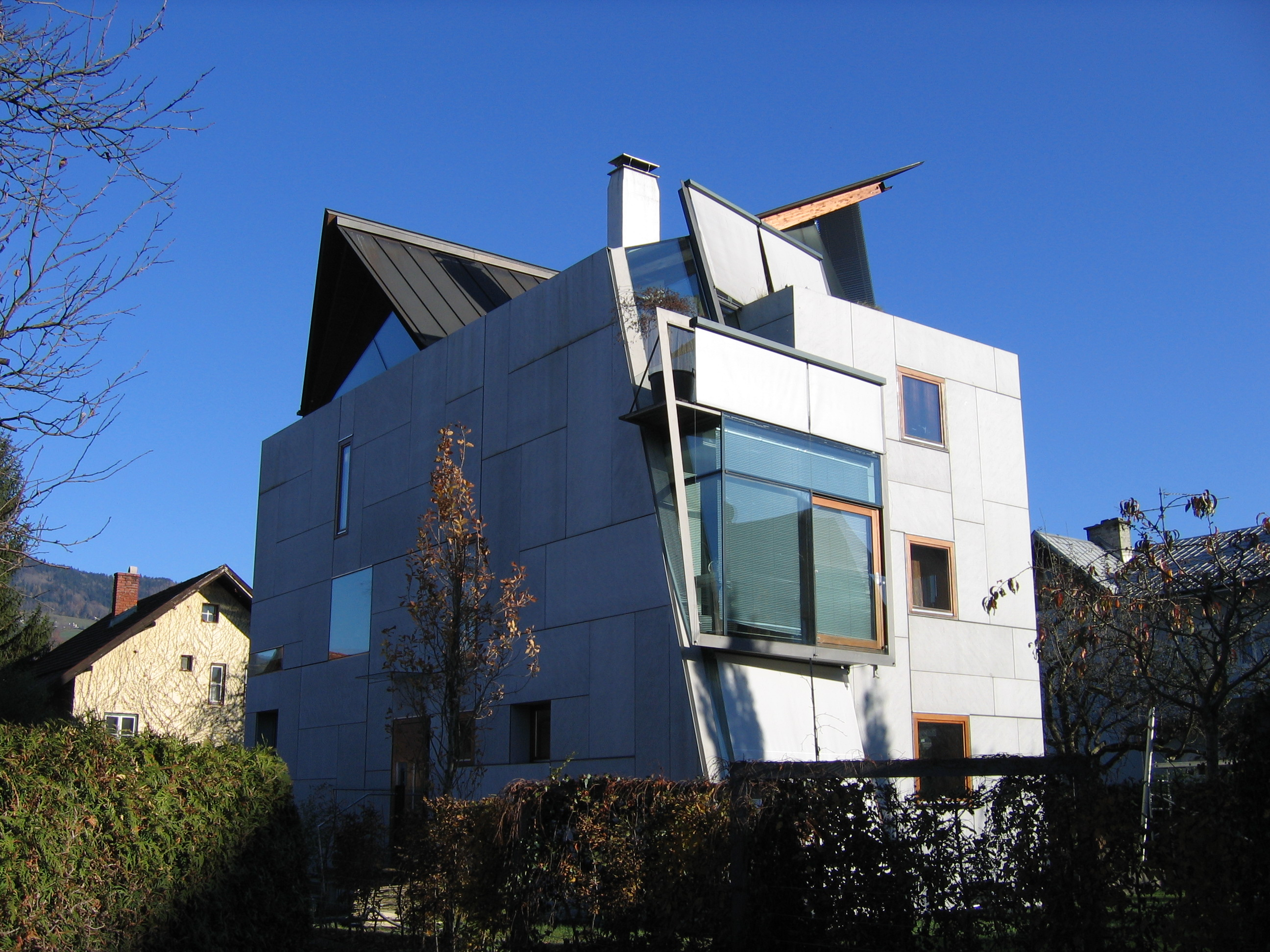
Modernes Haus in der Josefiau

Der Name Josefiau (auch St.-Josefs-Au) leitet sich von einem ehemaligen Landschaftsteil her, der wesentlich von Auwald geprägt war. Er reichte im Süden bis zur heutigen Hellbrunner Brücke. Südlich davon schloss die Goiser Au (Hellbrunner Au) an.
Der Wald der Josefiau wurde im Raum der heutigen Siedlung in der Zwischenkriegszeit zuerst für landwirtschaftliche Zwecke durch Rodungen schrittweise verkleinert. Der erste Siedlungskern des heutigen Siedlungsgebiets Josefiau entstand 1932 zwischen der Membergergasse und der Lederwaschgasse. Dem christlich-konservativen Zeitgeist entsprechend sollten die neuen Siedlungen am Stadtrand „bodenständig und bäuerlich“ geprägt sein. Die großen Gärten dienten dabei wesentlich auch dem Anbau von Feldfrüchten.

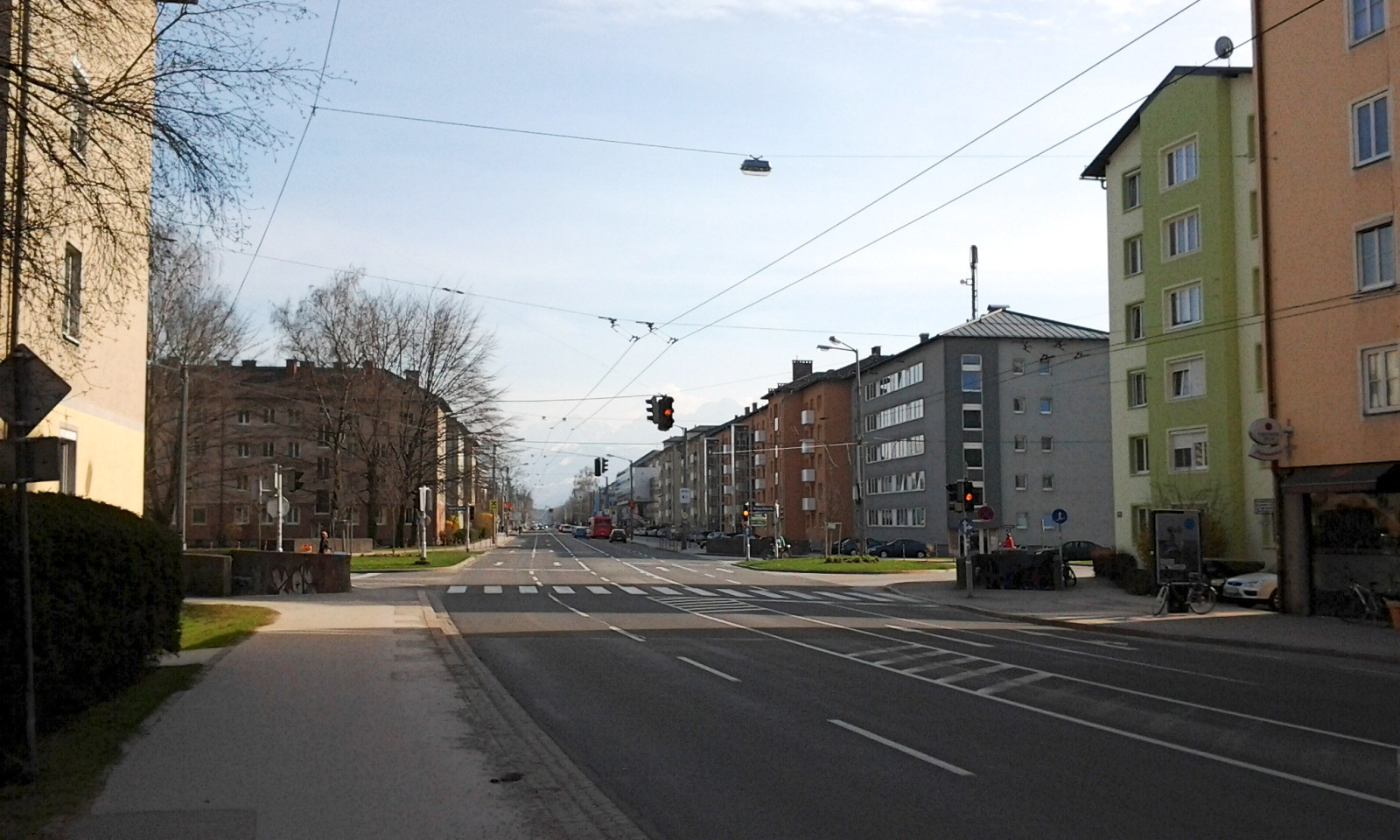
Alpenstraße und Teil der Josefiau-Siedlung

Die zentrale Straßenverbindung, die nach vor der Errichtung der Alpenstraße in die neue Josefiausiedlung führte, war die Josefiaustraße. Diese Straße wurde nach Errichtung des naheliegenden friedensstiftenden Klosters im Jahr 1957 (dort wo 1957 auch das Österreich-Büro von Kirche in Not  gegründet worden war), westlich der Alpenstraße in Friedensstraße umbenannt. Die Umbenennung erfolgte aber auch deshalb, weil hier viele Kriegsflüchtlinge eine neue Heimat in Frieden gefunden hatten. Das Haus der Donauschwaben, das kulturelle Zentrum einer großen Gruppe von heimatvertriebenen Volksdeutschen, liegt auch in dieser ehemaligen Josefiaustraße und heutigen Friedensstraße. (Heute wird allerdings der Siedlungsraum zwischen Friedenstraße und Michael-Pacherstraße vielfach nicht mehr zur Josefiau, sondern zur Herrnau gerechnet).
Nach dem Zweiten Weltkrieg vergrößerte sich der Wohnsiedlungsraum der Josefiau in einem hier schmalen Siedlungsstreifen schrittweise weiter nach Süden, wobei der verbleibende Auwaldrest schrittweise immer weiter verkleinert wurde. Zuletzt wurde noch die Volksschule Josefiau als Waldschule bewusst mitten in den verbliebenen Waldrest hineingebaut.
Der letzte kleine Auwaldrest an der Salzach führt nunmehr den Namen der einst weitläufigen Waldlandschaft weiter und ist heute zur Sicherung seiner Erholungsfunktion und seiner wichtigen kleinklimatischen Aufgaben in der Frischluftschneise der Salzach nach den Bestimmungen des Salzburger Naturschutzgesetzes als Geschützter Landschaftsteil ausgewiesen.

## Haus der Jugend, Montessorischule und Freibad Alpenstraße
An Stelle der oben genannten Anlagen befand sich vor 1939 der Landeshauptschießstand, der damals noch großteils eine Rodungsinsel im Auwald war.
Nach 1945 wurde hier ein Jugendzentrum Haus der Jugend aufgebaut, zu dem auch ein Schwimmbad und ein Sportplatz gehörte. 1955 stiftete die Salzburger Sparkasse anlässlich ihres hundertjährigen Bestehens einen namhaften Beitrag zum Ausbau des Jugendzentrum und des Schwimmbades. Das Haus der Jugend bietet heute gerade in der Ferienzeit für Kinder und Jugendliche ein abwechslungsreiches Freizeitprogramm.
Die nächstgelegene Schule wird heute als Montessorischule der evangelischen Kirche im Sinne der Montessori-Pädagogik unter Berücksichtigung der Integration behinderter und nichtbehinderter Schüler errichtet.

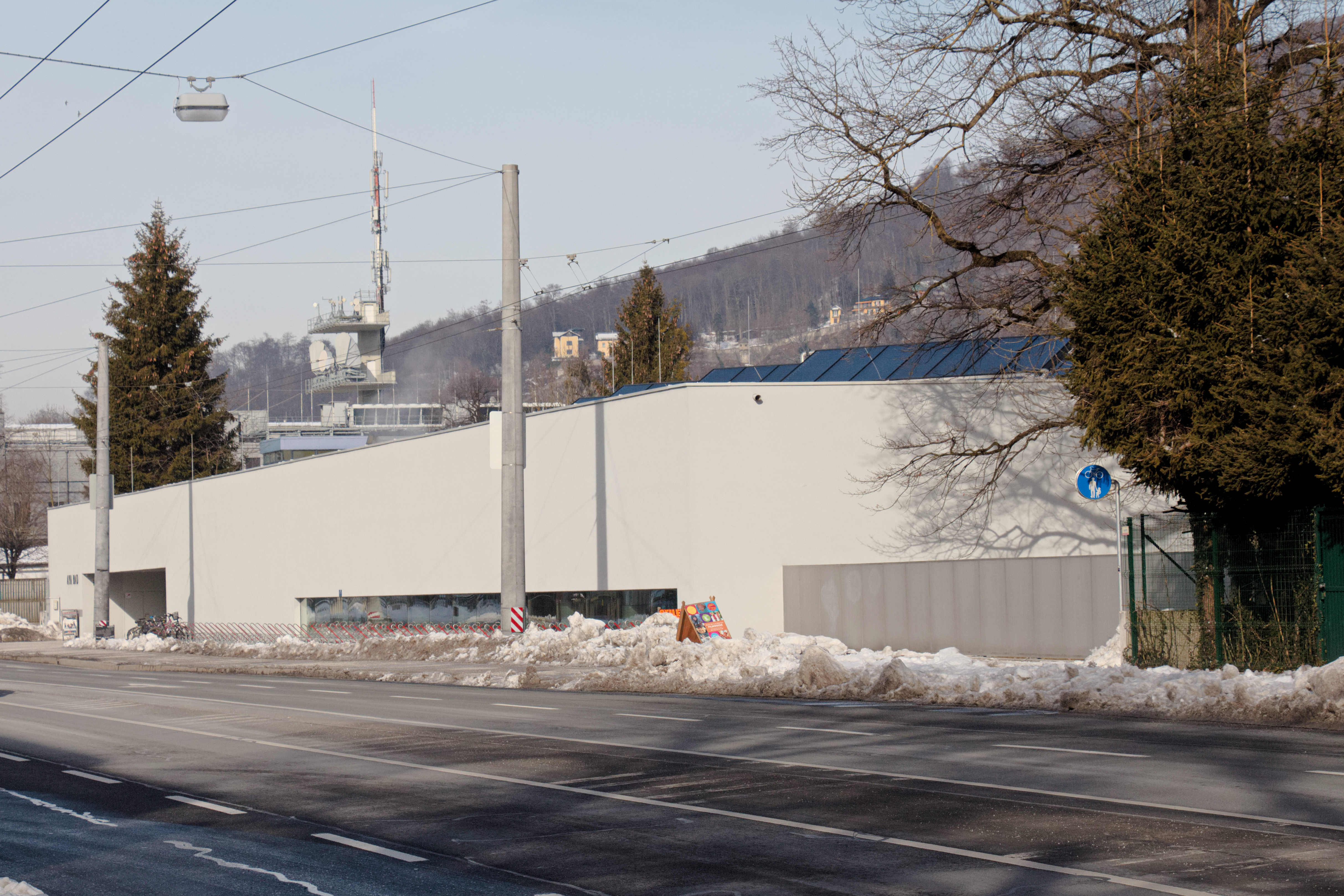
Freibad Alpenstraße

Das Freibad wurde 1950 in seiner ältesten Form als Geschenk der amerikanischen Besatzungsmacht an die Jugend von der American Youth Association (AYA, daher früher Aya-Bad, dann Jugendbad genannt) errichtet. Dieses Bad wurde ebenfalls 1955 und erneut 1994/95 modernisiert und erweitert.

## Josefiau heute
Der ursprüngliche Siedlungsraum der Josefiau, vor dem Zweiten Weltkrieg verbaut, besteht großteils aus Einfamilienhäusern (die ursprünglich oft als kleine Zweifamilienhäuser gebaut worden waren) sowie kleineren bis mittelgroßen Stadtvillen und zählt heute zu den teuersten und beliebtesten Wohngegenden der Stadt Salzburg. Angrenzend an die Josefiau im Süden befinden sich zwei Studentenheime: das Haus Humboldt und das Egger-Lienz Studentenheim, benannt nach der gleichnamigen Gasse, in der es sich befindet. Auch das große Gebäude des Amtes der Salzburger Landesregierung und das Landesarchiv Salzburg in der Michael-Pacher-Straße gehören zu diesem Siedlungsraum.